# Grant Hutton
Grant Hutton, född 25 juli 1995, är en amerikansk professionell ishockeyback som är kontrakterad till New York Islanders i National Hockey League (NHL) och spelar för Bridgeport Islanders i American Hockey League (AHL).
Han har tidigare spelat för Bridgeport Sound Tigers i AHL; Miami Redhawks i National Collegiate Athletic Association (NCAA); Indiana Ice, Tri-City Storm och Des Moines Buccaneers i United States Hockey League (USHL) samt Corpus Christi Ice Rays och Janesville Jets i North American Hockey League (NAHL).
Hutton blev aldrig NHL-draftad.

## Statistik
| 2010–2011   | Indiana Jr. Ice         | NAPHL       | 20  | 7  | 8  | 15 | 18  | 4  | 0 | 0 | 0 | 6  |
| 2011–2012   | Indiana Jr. Ice         | NAPHL       | 18  | 4  | 14 | 18 | 23  | 5  | 0 | 2 | 2 | 18 |
| 2012–2013   | Corpus Christi Ice Rays | NAHL        | 42  | 4  | 6  | 10 | 53  | 4  | 0 | 1 | 1 | 10 |
|             | Indiana Ice             | USHL        | 4   | 0  | 0  | 0  | 2   | —  | — | — | — | —  |
| 2013–2014   | Corpus Christi Ice Rays | NAHL        | 43  | 6  | 13 | 19 | 52  | —  | — | — | — | —  |
|             | Tri-City Storm          | USHL        | 20  | 1  | 1  | 2  | 7   | —  | — | — | — | —  |
| 2014–2015   | Des Moines Buccaneers   | USHL        | 11  | 0  | 0  | 0  | 2   | —  | — | — | — | —  |
|             | Janesville Jets         | NAHL        | 32  | 4  | 10 | 14 | 18  | 9  | 3 | 4 | 7 | 14 |
| 2015–2016   | Miami Redhawks          | NCAA        | 35  | 0  | 5  | 5  | 6   | —  | — | — | — | —  |
| 2016–2017   | Miami Redhawks          | NCAA        | 36  | 9  | 9  | 18 | 34  | —  | — | — | — | —  |
| 2017–2018   | Miami Redhawks          | NCAA        | 36  | 13 | 14 | 27 | 45  | —  | — | — | — | —  |
| 2018–2019   | Miami Redhawks          | NCAA        | 37  | 7  | 14 | 21 | 29  | —  | — | — | — | —  |
|             | Bridgeport Sound Tigers | AHL         | 9   | 1  | 5  | 6  | 2   | 5  | 0 | 0 | 0 | 0  |
| 2019–2020   | Bridgeport Sound Tigers | AHL         | 55  | 6  | 15 | 21 | 31  | —  | — | — | — | —  |
| 2020–2021   | Bridgeport Sound Tigers | AHL         | 24  | 0  | 5  | 5  | 16  | —  | — | — | — | —  |
| 2021–2022   | New York Islanders      | NHL         | 1   | 0  | 0  | 0  | 0   | —  | — | — | — | —  |
|             | Bridgeport Islanders    | AHL         | 10  | 2  | 0  | 2  | 4   | —  | — | — | — | —  |
| NHL totalt  | NHL totalt              | NHL totalt  | 1   | 0  | 0  | 0  | 0   | —  | — | — | — | —  |
| AHL totalt  | AHL totalt              | AHL totalt  | 98  | 9  | 25 | 34 | 53  | 5  | 0 | 0 | 0 | 0  |
| NCAA totalt | NCAA totalt             | NCAA totalt | 144 | 29 | 42 | 71 | 114 | —  | — | — | — | —  |
| USHL totalt | USHL totalt             | USHL totalt | 35  | 1  | 1  | 2  | 11  | —  | — | — | — | —  |
| NAHL totalt | NAHL totalt             | NAHL totalt | 117 | 14 | 29 | 43 | 123 | 13 | 3 | 5 | 8 | 24 |